# Duitse militaire begraafplaats Königshöhe
De Duitse militaire begraafplaats Königshöhe gelegen in Wuppertal-Elberfeld, is een militaire begraafplaats in Noordrijn-Westfalen, Duitsland. Op de begraafplaats liggen 524 omgekomen Duitse militairen uit de Tweede Wereldoorlog.